# Shuozhou
Shuozhou (chinesisch 朔州市) ist eine bezirksfreie Stadt in der Provinz Shanxi der Volksrepublik China.

## Geografie
Der Ort hat ein Verwaltungsgebiet von 10.629 km² und 1.593.444 Einwohner (Stand: Zensus 2020). 2010 betrug die Einwohnerzahl ca. 1,71 Millionen.

## Administrative Gliederung
Auf Kreisebene setzt sich Shuozhou aus zwei Stadtbezirken, drei Kreisen und einer kreisfreien Stadt zusammen. Diese sind  (Stand: Zensus 2020):
- Stadtbezirk Shuocheng (朔城区), 1.768 km², 565.075 Einwohner;
- Stadtbezirk Pinglu (平鲁区), 2.317 km², 148.212 Einwohner;
- Kreis Shanyin (山阴县), 1.631 km², 199.505 Einwohner, Hauptort: Großgemeinde Daiyue (岱岳镇);
- Kreis Ying (应县), 1.688 km², 243.970 Einwohner, Hauptort: Großgemeinde Jincheng (金城镇);
- Kreis Youyu (右玉县), 1.987 km², 88.212 Einwohner, Hauptort: Großgemeinde Xincheng (新城镇);
- Stadt Huairen (怀仁市), 1.238 km², 348.470 Einwohner, Hauptort: Großgemeinde Yunzhong (云中镇).

## Wirtschaft und Verkehr
Der Steinkohlenbergbau ist ein wichtiger Wirtschaftsfaktor. Dem Abtransport der Kohle dient die Bahnstrecke Zhunge–Shuozhou.

## Persönlichkeiten
- Lu Gongxun (1933–2023), Politiker